# Metchnikoff Point
Der Metchnikoff Point (französisch Pointe Metchnikoff, spanisch Punta Metchnikoff) ist eine Landspitze auf der Brabant-Insel im Palmer-Archipel vor der Westküste der Antarktischen Halbinsel. Das Kap bildet den westlichen Ausläufer der Pasteur-Halbinsel und begrenzt nördlich die Einfahrt zur Guyou-Bucht.
Entdeckt wurde es bei der Vierten Französischen Antarktisexpedition (1903–1905) unter der Leitung des Polarforschers Jean-Baptiste Charcot. Dieser benannte es nach dem russischen Immunologen Ilja Metschnikow (1845–1916), damaliger Direktor des Institut Pasteur. 1984 diente die Landspitze als Ort für die Errichtung des Basislangers der British Joint Services Expedition (1984–1985). 